# 文衡里 (高雄市)
文衡里是位於台灣高雄市鳳山區轄下之一里，位於鳳山區西北側。民國87年（1998年）自文德里分出，且母里為文山里，加上赤山庄廟文衡殿在此之故，因而取名為文衡里。

## 本里沿革
文衡里位於高雄市鳳山區北邊，北與文德里為鄰，西鄰高雄市三民區，南連文福里，東與文山、文英等里相鄰。原屬文德里行政區域之一部份，因轄區有文衡關聖帝君廟鎮守，從中保護鄉民平安，且該聖帝為赤山地區文字頭等六里居民恭奉為景主，香火相當鼎盛，文衡里居民為尊敬文衡關聖帝君並紀念文衡路，而署名為文衡里，自民國87年（1998年）2月9日起經上級政府核准，正式劃分成立為文衡里。轄內大樓林立，居民有三分之二是外來人口，且皆從事工商業，三分之一居民係舊部落人士，目前有從事包肉粽、炊粿等販賣作生意為生，轄區文德路與文殿街銜接處旁有私人經營黃昏市場。